# 이청조

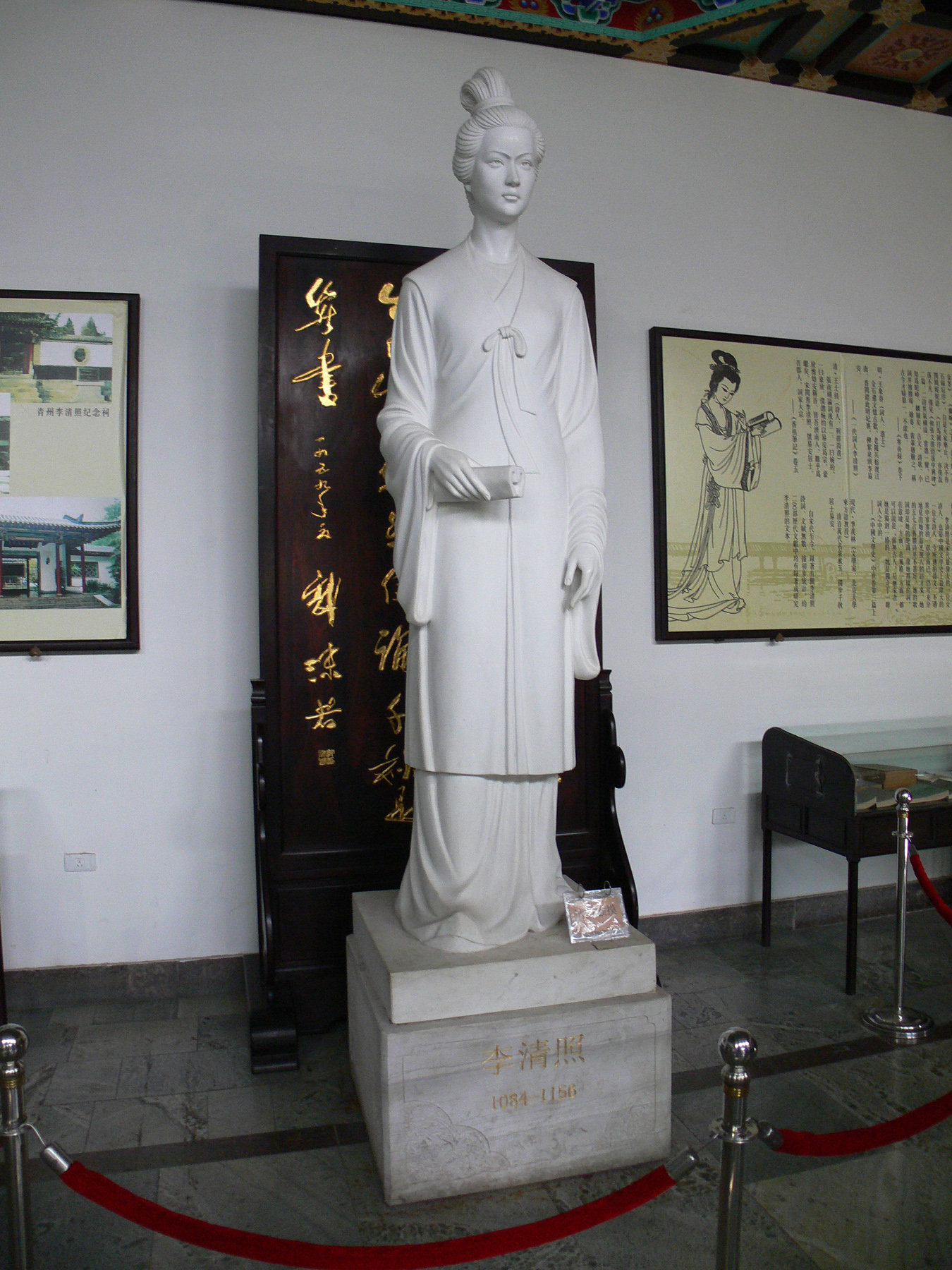
이청조 조각상

이청조(李淸照, 1084년~1155년 무렵)는 중국 남송의 시인이다. 이안거사(易安居士)라고 호칭했다.
북송의 제남 태생으로 학자 집안에 태어나, 18세 때 조명성(趙明誠)에게 시집갔다. 남편은 금석학자로서, 주자사를 지내면서 부부가 함께 《금석록》(金石錄)을 편찬했다. 그 후 송의 남도(南渡)이후 금의 침입으로 인하여 의해 집과 장서가 불태워졌고 남편과도 사별하여 강남을 정처없이 전전하다가 금화 지방에 살고있는 동생 이항(李沆)에게 의지하였다.

## 생애
유장하고 광범위한 중국의 전통문학 가운데 거의 유일하게 조명을 받았던 여성은 송대(宋代)의 이청조였다. 이안거사(易安居士)라는 호로 알려진 그녀는 북송 말엽이었던 1081년, 경학에 조예가 깊었던 이격비(李格非)의 딸로 태어났다. 그녀의 탁월한 재능은 학문과 문학에 열정적이고 진지했던 부친의 지지와 학술과 예술을 애호했던 집안 분위기 때문에 일찌감치 발휘될 수 있었으며, 다양한 분야에서의 비판적 안목 또한 기를 수 있었다.
1101년, 18세에 이청조는 조명성(趙明誠)과 결혼하였다. 조명성은 문학과 금석서화에 조예가 깊었던 이로, 이청조에게 예리한 분석력과 종합적인 정리 능력을 배양시켜 주었다. 이들 부부는 공통 관심 분야였던 금석서화를 함께 연구하여 나중에 ≪금석록(金石錄)≫으로 그 결실을 맺게 된다. 더구나 이들 부부는 더없이 금실이 좋았기 때문에 이청조의 문학적 취향은 날개를 단 듯 낭만적 성격이 극대화되었다. 남편과 함께 지내면서 행복한 시기를 지냈던 그녀는 일상생활의 소소한 것을 섬세하게 관찰하여 그 안에서 의미를 찾아 작품화하는 데 열중하였다. 이듬해에 조명성은 원우당(元祐黨) 사건에 연루되어 이청조와 처음 이별하게 된다. 이후 1129년 조명성과 사별할 때까지 이러한 이별과 만남이 거듭되면서 이청조는 비로소 처완(凄惋)한 정취를 작품에 드러내게 되었다.
1127년 북송정권이 멸망하면서 이청조의 불행도 시작되었다. 1129년에 조명성은 호주지부(湖州知府)로 임명되어 가던 중 건강(建康)에서 열병으로 죽었다. 조명성의 죽음은 송의 남도(南渡)와 함께 이청조의 생애에 커다란 전환점으로 작용한다. 이청조는 남송 조정이 중원을 회복할 의사도 능력도 없음을 깨닫고 남송 조정의 무능함을 질책하고 비평하는 동시에 사회와 사대부의 부패에 대해 비분을 표시하기 시작하였다. 그러다 1132년, 피란 와중에 장여주(張汝舟)에 개가하게 된다. 그러나 장여주에 대한 인간적인 고마움 때문에 맺어진 재혼은 한 달여 만에 인간성에 대한 불신만을 남긴 채 깨어진다. 이러한 일련의 사건들은 이청조로 하여금 이전의 작풍에서 탈피하여 시대적, 개인적 불행을 강하게 표현하게 하였다. 이후 그녀는 항주(杭州), 금화(金華) 등지를 떠돌며 홀로 늙다가 세상을 떠났다. 졸년이 분명치 않으나 대략 73년 이상의 삶을 누린 것으로 추정된다.
이상에서 보듯 그녀의 생애는 북송 멸망을 기점으로 전후반기로 나뉜다. 그녀는 문학적 분위기가 짙은 가정적 환경 속에서 자신의 천부적인 문학적 자질을 배양할 수 있었으며, 이러한 취향은 조명성과 혼인하면서 더욱 깊이가 생겼고 수준이 높아졌다. 생애의 전반기에 지어진 작품은 주로 자연에 대한 사랑을 깔끔하고 밝게 그리고 있으며, 인간에 대한 정은 처완한 정조로 그리고 있다. 후반기에서는 그녀의 파란만장한 인생역정 때문에 사풍(詞風) 역시 슬프고도 비참하게 변하게 된다. 이러한 인생의 여러 경험은 그녀의 사에 다양한 정서로 표현되었으며, 결국 그녀로 하여금 불후의 명성을 누리게 하는데 주요한 요인으로 작용하였다.

## 문학사적 위치
그녀의 사(詞)는 이욱이나 안기도(晏幾道)의 전통을 따른 청려(淸麗)한 작품으로 재기가 넘치는 훌륭한 표현은 송사(宋詞) 중에서도 뛰어난 것이다. 또한 송대의 사인에게 적절한 단평(短評)을 가한 것으로도 알려지고 있다.

## 참고 문헌
- 이 문서에는 다음커뮤니케이션(현 카카오)에서 GFDL 또는 CC-SA 라이선스로 배포한 글로벌 세계대백과사전의 내용을 기초로 작성된 글이 포함되어 있습니다.